# Stolnica v Urbinu
Stolnica v Urbinu (italijansko: Duomo di Urbino, Cattedrale Metropolitana di Santa Maria Assunta) je rimskokatoliška stolnica v mestu Urbino v Italiji, posvečena Marijinemu vnebovzetju. Od leta 1986 je v njej sedež nadškofa Urbino-Urbania-Sant'Angelo in Vado, prej pa je bil sedež nadškofov Urbina.

## Zgodovina
Prva stolnica na tem mestu je bila zgrajena leta 1021, da bi nadomestila zgodnejšo, ki je bila zunaj mestnega obzidja. Pod pokroviteljstvom grofa Federica da Montefeltra je bila obnovljena v 15. stoletju na podlagi zasnove, pripisane Francescu di Giorgio Martiniju. Gradnja je bila končana šele leta 1604. Zahodno fasado je iz kamna, pridobljenega iz Furlo, zasnoval Camillo Morigia in končal leta 1782. Okrašen je bil s petimi kipi, ki predstavljajo tri teološke vrline Vere, Upanja in Ljubezen med sv. Avguštinom. na levi in sv. Janezom Zlatoustom na desni.
12. januarja 1789 je močan potres porušil kupolo in zahteval obnovo. Projekt je bil zaupan Giuseppeju Valadierju in dokončan do leta 1801 v sedanjem neoklasicističnem slogu. Po velikosti je ostala podobna prejšnji renesančni stolnici ki jo je podrl potres; v dolžino meri 64,5 m, v širino 36,8 m in v višino 50 m.
Novembra 1950 jo je papež Pij XII. povzdignil v dostojanstvo manjše bazilike.

## Notranjost
Neoklasicistična notranjost Valadierja ima tloris latinskega križa in ima osrednjo ladjo in dve stranski ladji, pod obokasto streho. Prečkanje transepta podpira impresivno kasetirano kupolo.
Kar zadeva umetniška dela, stolnica vsebuje dve platni Federiga Baroccija, Sv. Boštjana v severni stranski ladji in Zadnjo večerjo v kapeli Svetega zakramenta. Obstaja tudi Marijino vnebovzetje (približno 1707) Carla Maratte in Jezusovo rojstvo (1708) Carla Cignanija. Na pendentivih kupole so upodobljeni Štirje evangelisti (18. stoletje), verjetno Domenica Corvija in Giuseppa Cadesa. Glavna oltarna slika Christopherja Unterbergerja predstavlja Madono med mestnimi zavetniki.

## Grobnica Polydore Vergila
Humanistični učenjak in zgodovinar Polydore Vergil je umrl v Urbinu leta 1555 in je bil pokopan v stolnici v kapeli sv. Andreja, ki jo je sam podaril. Leta 1613 je bilo dogovorjeno, da se nad njegov grob postavi spominski kamen. Ta je bil postavljen leta 1631 z napisom, da bo njegova slava »večno živela na svetu«. Vendar naj bi bil izgubljen v potresu leta 1789.

## Galerija
- Kapela Brezmadežnega spočetja
- Apsida zunaj
- Apsida znotraj
- Kupola
- Kip sv. Crescentina pred stolnico